# Cupaniopsis newmanii
Cupaniopsis newmanii är en kinesträdsväxtart som beskrevs av Sally T. Reynolds. Cupaniopsis newmanii ingår i släktet Cupaniopsis och familjen kinesträdsväxter. Inga underarter finns listade i Catalogue of Life.